# Jean-Emmanuel Cadart
Pour les articles homonymes, voir Cadart.
Jean-Emmanuel Cadart (Langres, 17 mars 1883-Paris, 4 janvier 1962), est un officier de marine français. 

## Biographie
Il entre à l'École navale en octobre 1901 et en sort aspirant en octobre 1903. Il sert alors sur le croiseur Montcalm en escadre d'Extrême-Orient (1904-1906) et est nommé enseigne de vaisseau en octobre 1906. 
Passé sur le Jules Ferry en Méditerranée, il est affecté en octobre 1908 à la 1re flottille de torpilleurs de l'Océan à Brest où il devient un spécialiste des questions d'artillerie. Stagiaire de la Commission de Gâvres (1909), il suit en 1910 les cours de l’École d’application de tir à la mer sur le Pothuau et part en 1912 sur le cuirassé Voltaire en Méditerranée. 
En 1914, il devient directeur de tir sur le croiseur cuirassé Gueydon, est nommé lieutenant de vaisseau en mai 1915 et prend part aux opérations en Méditerranée et dans l'Atlantique. 
Il commande ensuite en 1917 la canonnière Agile à la division des patrouilles de Méditerranée orientale puis une escadrille de dragage en mer Ionienne et est cité à l'ordre de la division pour son efficacité entre Corfou et Cattaro. 
Il sert en 1919 à la flottille du Danube puis en 1920 à l’École des officiers canonniers comme professeur de balistique sur le Pothuau. Capitaine de corvette (mars 1922), il travaille sur le cuirassé Patrie à la division des écoles de Méditerranée puis devient, toujours en escadre de Méditerranée, commandant du torpilleur Protet (1924-1925) où il se distingue comme excellent manœuvrier.  
En septembre 1925, il entre au 3e bureau de l’État-major général. Capitaine de frégate (novembre 1925), chef d'état-major de la 2e escadre légère sur les croiseurs Metz et Strasbourg (novembre 1926), il prend en février 1929 le commandement du contre-torpilleur Valmy. 
Chef d'état-major des forces navales d'Extrême-Orient sur le Waldeck-Rousseau (1930), il est promu capitaine de vaisseau en octobre 1932 et devient en 1933 élève de l’École de guerre et du Centre des hautes études navales. Chef d'état-major des forces maritimes du Nord, il commande ensuite le croiseur mouilleur de mines Pluton, bâtiment-école d'application de tir à la mer (1934-1935) et est en parallèle Président de la Commission d'études pratiques de l'artillerie navale. 
En 1935, chef d'état-major de la 1re région maritime à Cherbourg, il commande en 1936 le cuirassé Bretagne dans l'Atlantique puis est affecté au Service historique de la marine (décembre 1938) et est promu contre-amiral (mars 1939). 
Réserviste sur sa demande (1939), il revient en service actif au moment du déclenchement de la Seconde Guerre mondiale. Il commande alors la 1re division de croiseurs auxiliaires (octobre 1939) et se distingue lors de l'expédition de Norvège. 
Le 19 avril 1940, il parvient à débarquer trois mille hommes et leur équipement à Namsos mais, sous les bombardements continuels des stukas, dut faire évacuer les troupes. Le 2 mai, il réussit l'exploit de faire pénétrer ses croiseurs dans le Namsenfjorden (en) (fjord de Namsos) et à récupérer 1 850 Français et 2 354 Britanniques. Le convoi parvient à revenir en Angleterre en ne perdant sous les attaques que le Bison du commandant Bouan. Cadart est alors cité à l'ordre de l'armée de mer. 
Il participe encore à l'évacuation des armées du Nord à travers la Manche puis transporte à partir de Brest, 1 000 tonnes d'or de la Banque de France à Dakar. 
Rentré en France en octobre 1940, il prend sa retraite en mars 1943. Il meurt le 4 janvier 1962 en son domicile dans le 17e arrondissement de Paris.

## Récompenses et distinctions
- Chevalier (12 juillet 1918), officier (10 mars 1928), commandeur (10 janvier 1939) puis grand-officier (19 mai 1940) de la Légion d'Honneur.
- Titulaire de l'ordre de la Francisque[2].